# عبد الملك مرتاض
عبد الملك مرتاض (1354- 1445 هـ/ 1935- 2023 م) أستاذ جامعي ومفكِّر عربي جزائري، من أعلام الأدب والنقد في عصرنا، وباحث وكاتب موسوعي، وأديب مبدع؛ في القصة والرواية والمسرحية، صنَّف أكثر من ثمانين كتابًا ودراسة بات كثيرٌ منها مراجعَ في الدراسات الأدبية والنقدية. تقلَّد منصبَ رئيس المجلس الأعلى للغة العربية في الجزائر، وهو عضو مراسل في مجمع اللغة العربية بدمشق، وكان عضوًا في لجنة التحكيم لمسابقة أمير الشعراء في أبو ظبي. وحصل على جائزة سلطان العويس الثقافية.

## ولادته وتحصيله
ولد عبد الملك بن عبد القادر بن أحمد مرتاض في قرية مجيعة التابعة لـ مسيردة العليا بولاية تلمسان في أقصى الغرب الجزائري، يوم الخميس 13 رجب 1354هـ الموافق 10 أكتوبر 1935م. تعلَّم القراءة والكتابة وأصول اللغة العربية وحفظ القرآن الكريم كاملًا في طفولته في كُتَّاب والده الشيخ عبد القادر بقرية الخماس التي تبعُد عن الحدود المغربية الشرقية زهاء 18 كيلومترًا.
درس عبد الملك المرحلة الابتدائية في المغرب، حيث كان يعمل أبوه، ثم التحق عام 1954م بمعهد ابن باديس بقسنطينة في الجزائر، ولكن بعد أشهر اندلعت الثورة الجزائرية فأغلقت سلطة فرنسا المعهد وتفرَّق الطلاب. فمضى إلى المغرب وانتسب إلى جامعة القرويين عام 1955م، وعيِّن في العام التالي مدرِّسًا في مدرسة ابتدائية في مدينة أحفير المغربية. ونال شهادة الدراسة الثانوية الحرَّة (بكالوريا) في مدينة تطوان المغربية عام 1960م.
التحق بكلية الحقوق والعلوم السياسية بجامعة الرِّباط ولم يكمل دراسته فيها، والتحق في الوقت نفسه بكلية الآداب في جامعة الرباط وحصل على شهادتها التي تعادل (ليسانس) عام 1963م، وكذلك حصل في السنة نفسها على شهادة المدرسة العليا للأساتذة.
وفي عام 1970م حصل على شهادة دكتوراه الطور الثالث بالآداب، من جامعة الجزائر عن رسالته (فن المقامات في الأدب العربي) بإشراف الأستاذ السوري الدكتور إحسان النص، ورأَسَ لجنة المناقشة الأستاذ السوري المحقق الدكتور شكري فيصل، ليكون عبد الملك مرتاض أولَ من يظفر بهذه الشهادة في الجزائر. ثم في عام 1983م نال شهادة دكتوراه الدولة في الأدب بمرتبة الشرف من جامعة السوربون الثالثة بباريس، عن رسالته (أجناس النثر الأدبي في الجزائر) بإشراف الأستاذ أندريه ميكيل ورئاسة الأستاذ محمد أركون.

## أعماله ووظائفه
بعد تخرُّجه في المغرب عام 1963م عاد إلى الجزائر، فعُين مستشارًا تربويًّا للمدارس الابتدائية بمدينة وهران، ثم مدرِّسًا للأدب العربي في ثانوية ابن باديس إلى عام 1970م.
وبعد حصوله على الدكتوراه عُيِّن مدرِّسًا للأدب العربي في جامعة وهران 1970م، وتولى رئاسة دائرة اللغة العربية وآدابها فيها لدى استحداثها أول مرة في العام التالي، ثم صار مديرًا لمعهد اللغة العربية وآدابها لدى استحداثه أول مرة في جامعة وهران عام 1974م، ثم نائبًا لمدير الجامعة من عام 1980 إلى 1983م. وتولى منصبَ مدير الثقافة والإعلام لولاية وهران، مع استمرار عمله في الجامعة، إلى عام 1986م. وأصبح رئيسَ وحدة البحث في اللغة والأدب العربي في جامعة وهران عام 1989م.
ورُقِّيَ إلى درجة أستاذ كرسي في التعليم العالي (بروفيسور) عام 1986م، ثم عُيِّن في منصب رئيس المجلس العلمي بمعهد اللغة العربية وآدابها من 1986 إلى 1998م، ثم في منصب رئيس المجلس الأعلى للغة العربية من عام 1998 إلى 2001م. وعُيِّن عضوًا في المجلس الإسلامي الأعلى، التابع لرئاسة الجمهورية في الجزائر، وهو منصب دستوري، عام 1998م. وعمل عام 2011م أستاذًا لمقياس الأدب الجزائري.
انتُخِب عضوًا مراسلًا في مجمع اللغة العربية بدمشق عام 2002م، وكان عضوًا في لجنة التحكيم لمسابقة أمير الشعراء التي أقيمت في عاصمة دولة الإمارات أبو ظبي. وانتُخب من قبلُ رئيسًا لفرع اتحاد الكتَّاب الجزائريين بولايات الغرب الجزائري عام 1975م، وعضوًا في الهيئة المديرة لاتحاد الكتَّاب الجزائريين عام 1981م، ثم انتُخب أمينًا وطنيًّا (قُطريًّا) مكلَّفًا بشؤون الكتَّاب الجزائريين من عام 1984 إلى 1989م. وعُيِّن عضوًا في الهيئة الاستشارية لمجلة (كتابات معاصرة) في بيروت عام 1988م، وعضوًا في الهيئة الاستشارية لمجلة (أصوات) بصنعاء في اليمن عام 1993م.
وعُيِّن عضوًا في اللجنة والوطنية لإصلاح التعليم العالي بالجزائر عام 1994م، ورأسَ تحرير مجلة (الحداثة) التي يصدرها معهد اللغة العربية وآدابها في جامعة وهران، ثم أسَّس مجلة (دراسات جزائرية) في المعهد نفسه عام 1998م. وأسَّس (مجلة اللغة العربية) بالمجلس الأعلى للغة العربية، ورأسَ تحريرها من 1998 إلى 2001م. وعُيِّن عضوًا في الهيئة الاستشارية لمؤسسة البابطين للإبداع الشعري في الكويت، مدَّة أربع سنوات، من عام 1997 إلى 2000م.
سُجِّل اسمُه في موسوعة لاروس بباريس مصنَّفًا في النقَّاد، وسُجِّل في موسوعات عربية وأجنبية أُخرى في سوريا، والجزائر، وألمانيا.
وعُرف عبد الملك مرتاض بتواضعه ولطفه، وحاز احترامَ طلَّابه في الجامعة ومحبَّتهم.

## صفته
وصفه تلميذه الدكتور الناقد الدكتور إبراهيم أبو طالب بقوله: « عبد الملك مرتاض كاتبٌ مبدع يمتلك ناصية البيان وإشراق العبارة وجمال السبك، متحكمٌ في التركيب مدهشٌ في البناء، خلال أكثر من نصف قرن زادت مؤلفاته العلمية عن ثمانين مؤلفًا، تفخر به الجزائر، وقد عرفتْهُ مؤرخًا وناقدًا ومبدعًا، كما عرفته الأقطار العربية كلها منظِّرًا، ومحاضرًا، ومحللًا، ولغويًّا، وعضوًا في عددٍ من المجامع اللغوية، ومحكَّمًا في البرامج الثقافية والشعرية، والمؤسسات العلمية البارزة في المشرق والمغرب... هذا السُّوربوني ذو الثقافة الفرنسية والاتصال بالغرب دراسةً وثقافةً وحداثةً له تكوينه العربي التُّراثيّ ومرجعيته العربية الأصيلة».

## أسرته
والده الشيخ عبد القادر بن أحمد بن أبي طالب بن محمد بن أبي طالب (ت 1991م) كان إمامًا وعمل في القضاء خمس سنين في المملكة المغربية، وأمُّه زينب بنت أحمد السوالي، وله ثلاثة إخوة وأربع أخَوات. واشتَهَر من أسرته أخواه: الدكتور محمد مرتاض والدكتور عبد الجليل مرتاض، الأستاذان بكلية الآداب في جامعة تلمسان. وله خمسة أولاد.

## مؤلفاته وآثاره

#### 1) دراسات
1. القصة في الأدب العربي القديم 1968
2. نهضة الأدب العربي المعاصر في الجزائر (من 1925- 1954) 1971
3. فن المقامات في الأدب العـربي 1980
4. الثقافة العربية في الجزائر بين التأثير والتأثُّر 1981
5. العامية الجزائرية وصِلتها بالفصحى 1981
6. الألغاز الشعبية الجزائرية 1982
7. الأمثال الشعبية الجزائرية 1982
8. الجدل الثقافي بين المغرب والمشرق 1982
9. النص الأدبي من أين وإلى أين؟ 1983
10. فنون النثر الأدبي في الجزائر (من 1931- 1954) 1983
11. معجم موسوعي لمصطلحات الثورة الجزائرية 1983
12. الشيخ البشير الإبراهيمي 1984
13. بنية الخطاب الشعـري، دراسة تشريحية لقصيدة (أشجان يمانية) لعبد العزيز المقالح 1986
14. في الأمثال الزراعية الجزائرية 1987
15. عناصر التراث الشعبي في رواية (اللاز) 1987
16. الميثولوجيا عند العرب 1989
17. ألف ليلة وليلة، دراسة تفكيكية لحكاية حَـمَّال بغداد 1989
18. القصة الجزائرية المعاصرة 1990
19. ألف ياء، تحليل سيمائي لقصيدة (أين ليلاي) لمحمد العيد 1992
20. شعرية القصيدة، قصيدة القراءة، تحليل مركَّب لقصيدة (أشجان يمانية) 1994
21. تحليل الخطاب السردي، تحليل سيمائي مركَّب لرواية (زُقاق المدقّ) لنجيب محفوظ 1995
22. جمالية الحيِّز في مقامات السيوطي، اتحاد الكتَّاب العرب دمشق، 1996
23. قراءة النص بين محدودية الاستعمال ولا نهائية التأويل، تحليل لقصيدة (قمر شيراز) لعبد الوهَّاب البيَّاتي 1997
24. في نظرية الرواية[10]، بحث في تقنيات السرد 1998
25. الكتابة من موقع العَـدَم 1999
26. السبع المعلَّقات، اتحاد الكتَّاب والأدباء العرب دمشق، 1999
27. النص والنص الغائب في شعر سعاد الصباح 1999
28. الأدب الجزائري القديم، دراسة في الجذور 2000
29. نظام الخطاب القرآني، تحليل سيمائي مركَّب لسورة الرحمن 2001
30. التحليل السِّيمائي للخطاب الشعري، تحليل سيمائي لقصيدة (شناشيل ابنة الجلبي) 2001
31. أدب المقاومة الوطنية في الجزائر (من 1830- 1962) جزآن؛ الأول 2002، الثاني 2004
32. في نظرية النقد 2002
33. نظرية القراءة، تأسيسات للنظرية العامة للقراءة الأدبية 2003
34. الإسلام والقضايا المعاصرة 2003
35. ملامح الأدب العربي المعاصر في السعودية، متابعات نقدية 2004
36. طلائع النور، لوحات من السيرة النبوية العطرة 2007
37. معجم الشعراء الجزائريين في القرن العشرين 2007
38. رحلة نحو المستحيل، تحليل قصيدة (رحلة المراحل) لسعـد الحميدين 2007
39. قضايا الشعـريات 2007
40. نظرية النص الأدبي 2010
41. نظرية البلاغة 2010
42. مئـة قضية وقضية 2011
43. نظرية اللغة العربية 2012
44. شعرية القص وسيمائية النص، تحليل مِجهَري لمجموعة (تفاحة الدخول إلى الجنة) 2014[11]
45. الشعر الأول، معالجة تاريخية رصدًا وأنتروبولوجية مقاربة وسيمائية تحليلًا لمطالع المعلقات 2015
46. بنية اللغة في الشعر النبطي، تحليل لنص قصيدة (سلام يا شيخ) للشاعر الشيخ محمد بن زايد آل نهيان 2016
47. التحليل الجديد للشعر، معالجة تحليلية لخمس القصائد التي قُدِّمت في نهائي الموسم السادس لأمير الشعراء 2017[12]
48. أَمارات على عظمة الإمارات، مجموعة دراسات في الأدب والثقافة والمجتمع عن دولة الإمارات 2018[13]
49. معجم موسوعي للمصطلحات الأنتربولوجية، متابعة لمصطلحات العَلاقات والعادات والتقاليد في المجتمع العربي منذ القدم 2018[14]
50. مفاتِحُ لغرفة واحدة، معالجة مجهرية تداولية لرواية (غرفة واحدة لا تكفي) لسلطان العميمي 2019[15]
51. المقامة في الأدب العربي، مقاربة تاريخية وفنية للجنس السردي العربي الأول 2019
52. عجائبيات العرب، متابعة لطائفة من أساطير العرب وتحليلها 2020

#### 2) إبداعات
1. نساء للبيع (مسرحية) 1968
2. زواج بلا طلاق (مسرحية)
3. هشيم الزمن (مجموعة قصصية) المؤسسة الوطنية للكتاب الجزائر، 1988
4. رباعـية الدم والنار (4 روايات): نار ونور 1975، دماء ودموع 1978، صوت الكهف 1986، حيزية 1988 (ثم صدرت معًا عن دار البصائر الجزائر)، 2011
5. الخنازير (رواية) 1988
6. ثنائية الجحيم (روايتان): مرايا متشظية 2000، وادي الظلام 2005
7. ثلاثية الجزائر، (3 روايات تاريخية): الملحمة 2010، الطوفان 2010، الخلاص 2011
8. الحَفر في تجاعيد الذاكرة (سيرة ذاتية)، دار هومة الجزائر 2003، دار الغرب وهران 2004.

## جوائز
- نال شهادة تقدير من رئيس الجمهورية الجزائرية عام 1987م.
- نال جائزة سلطان العويس الثقافية في الدورة السابعة عشرة 2020 - 2021م.

## وفاته ونعيه
توفي عبد الملك مرتاض بعد معاناة المرض في الجزائر، يوم الجمعة 19 ربيع الآخر 1445هـ الموافق 3 نوفمبر (تشرين الثاني) 2023م.
وعزَّى رئيسُ الجمهورية الجزائرية عبد المجيد تبون، فيه قائلًا: «انتقل إلى جوار ربِّه في هذه الجمعة المباركة الدكتور عبد المالك مرتاض أحدُ أعمدة اللغة العربية في الجزائر ومربي الأجيال. رحل الرجلُ ويبقى الأثر. تعازيَّ العميقة لأسرة الفقيد، وألهمهم جميلَ الصبر والسُّلوان. إنا لله وإنا إليه راجعون».
وكانت نعَتْه الدكتورة صورية مولوجي وزيرة الثقافة والفنون الجزائرية، وقالت: «بعين دامعة، وقلب خاشع، ونفس مسلمة راضية، تلقَّينا النبأ المفجع بوفاة المشمول بعفو الله تعالى ورضاه، الأديب الكبير عبد المالك مرتاض، تقبله الله في عداد الصالحين من عباده. الجزائر بل العالم العربي كله خسر برحيل الأستاذ مرتاض قامةً شامخة في الأدب العربي، فهو الأديبُ الروائي والمفكر والناقد والمؤرِّخ، فقد أسهم إسهامًا واسعًا في عديد ميادين المعرفة و العلم والأدب».

## مواضيع ذات صلة
- المرجعية الدينية الجزائرية
- عبد الملك مرتاض على موقع أرشيف الشارخ